# Józef Szpilecki
Józef Tadeusz Szpilecki (ur. 14 czerwca 1906 w Bełzie, zm. 27 marca 1986) – docent doktor habilitowany fizyki, wykładowca akademicki.

## Życiorys
Józef Tadeusz Szpilecki urodził się 14 czerwca 1906 w Bełzie. Był synem Władysława (starszy oficjał sądowy w Sanoku).
Uczył się w Państwowym Gimnazjum im. Królowej Zofii w Sanoku, w którym zdał egzamin dojrzałości 15 maja 1926 w trakcie przewrotu majowego (w jego klasie byli m.in. Mieczysław Bilek, Hieronim Krebs). Na początku 1922, wskazany przez prof. Władysława Dajewskiego jako najlepszy uczeń z języka polskiego w klasie, otrzymał nagrodę książkową od ministra wyznań religijnych i oświecenia publicznego Antoniego Ponikowskiego podczas jego wizyty w szkole. Uchwałą Rady Miejskiej w Sanoku z 1926 został uznany przynależnym do gminy Sanok.
Ukończył studia w zakresie fizyki na Wydziale Matematyczno-Przyrodniczym Uniwersytetu Jana Kazimierza we Lwowie,. Podczas studiów zaangażował się w działalność Koła Matematyczno-Fizycznego Studentów UJK. Od 1931 do 1933 był przez trzy kadencje jego prezesem. Został starszym asystentem i adiunktem w Katedrze Fizyki Eksperymentalnej na uniwersytecie. Był wychowankiem i po wojnie jednym ze współpracowników prof. Tadeusza Malarskiego, któremu po śmierci poświęcił publikacje wspomnieniowe.
Po wybuchu II wojny światowej i agresji ZSRR na Polskę pracował nadal na swojej uczelni działającej już pod kontrolą sowiecką, a od 1941 podczas okupacji niemieckiej ziem polskich – niemiecką.
Po wojnie w ramach wysiedlenia Polaków ze Lwowa trafił do Gliwic. W stopniu doktora został asystentem w Instytucie Fizyki w Katedrze Fizyki na tamtejszej Politechnice Śląskiej. W pierwszych latach powojennych został równolegle zaangażowany do Grupy Telekomunikacyjnej utworzonej w ramach Katedry Radiotechniki, wykładał także na Wydziale Elektrycznym (m.in. teletechnikę). Uzyskał docenturę i habilitację (recenzentem rozprawy habilitacyjnej był prof. Józef Mazur). Był członkiem Polskiego Towarzystwa Mechaniki Teoretycznej i Stosowanej. Był autorem publikacji i prac teoretycznych z dziedziny fizyki molekularnej, w tym publikował na łamach czasopisma „Postępy Fizyki”.
Zmarł 27 marca 1986 i został pochowany na Cmentarzu Lipowym w Gliwicach.

## Publikacje
- Mikroskop elektronowy (1938)[21]
- Wpływ przewodnictwa cieplnego na zmiany objętości w ciele kulistym dwuwarstwowym (1961)[22]
- Maria Skłodowska-Curie: w setną rocznicę urodzin [1867-1967] (1967)[23]
- Zadania obliczeniowe z fizyki (1969, współautorzy: Henryk Orwat, Józef Wojtala)[24]
- Zadania i zagadnienia z wybranych działów fizyki. Tom 2 (1972)[25]
- Sesja naukowa z okazji 20-lecia Gliwickiego Oddziału Polskiego Towarzystwa Fizycznego, 29-30. XI. 1968 (1972)[26]